# Foucaucourt-sur-Thabas
 Foucaucourt-sur-Thabas  là một xã thuộc tỉnh Meuse trong vùng Grand Est đông nam nước Pháp. Xã này nằm ở khu vực có độ cao trung bình 124 mét trên mực nước biển.